# 2020-as Nickelodeon Kids’ Choice Awards
A 2020-as Nickelodeon Kids’ Choice Awards a 2019-ben megjelent legjobb filmes, televíziós, zenés és videojátékos tartalmait díjazta a nézők szavazata alapján. A díjátadót 2020. május 2-án tartották, a Covid19-pandémia miatt pedig virtuálisan került megrendezésre, a házigazda Victoria Justice volt.  A ceremóniát a Nickelodeon televízióadó és annak társadói közvetítették. A jelöltek listáját 2020. február 13-án hozták nyilvánosságra, a szavazás pedig 2020. március 22-ig tartott.

## Győztesek és jelöltek

### Filmek
| Kedvenc film | Kedvenc színész |
| --- | --- |
| - Bosszúállók: Végjáték - Aladdin - Marvel Kapitány - Jumanji – A következő szint - Pókember: Idegenben - Star Wars: Skywalker kora | - Dwayne Johnson – Jumanji – A következő szint (Dr. Xander "Smolder" Bravestone) és Halálos iramban: Hobbs & Shaw (Luke Hobbs) - Chris Evans – Bosszúállók: Végjáték (Steve Rodgers / Amerika Kapitány) - Kevin Hart – Jumanji – A következő szint (Franklin "Mouse" Finbar) - Chris Hemsworth – Bosszúállók: Végjáték (Thor) és Men in Black – Sötét zsaruk a Föld körül (Henry / H ügynök) - Tom Holland – Pókember: Idegenben (Peter Parker / Pókember) - Will Smith – Aladdin (Dzsini) |
| Kedvenc színésznő | Kedvenc szuperhős |
| - Dove Cameron – Utódok 3. (Mal) - Scarlett Johansson – Bosszúállók: Végjáték (Natasha Romanoff / Fekete Özvegy) - Angelina Jolie – Demóna: A sötétség úrnője (Demóna) - Brie Larson – Bosszúállók: Végjáték és Marvel Kapitány (Carol Danvers / Marvel Kapitány) - Taylor Swift – Macskák (Bombalurina) - Zendaya – Pókember: Idegenben (MJ) | - Tom Holland – Pókember: Idegenben és Bosszúállók: Végjáték (Peter Parker / Pókember) - Robert Downey Jr. – Bosszúállók: Végjáték (Tony Stark / Vasember) - Chris Evans – Bosszúállók: Végjáték (Steve Rodgers / Amerika Kapitány) - Chris Hemsworth – Bosszúállók: Végjáték (Thor) - Scarlett Johansson – Bosszúállók: Végjáték (Natasha Romanoff / Fekete Özvegy) - Brie Larson – Bosszúállók: Végjáték és Marvel Kapitány (Carol Danvers / Marvel Kapitány)                            |
| Kedvenc animációs film | Kedvenc férfi szinkronszínész |
| - Jégvarázs 2. - Angry Birds 2. – A film - A Lego-kaland 2. - Az oroszlánkirály - A kis kedvencek titkos élete 2. - Toy Story 4. | - Josh Gad – Jégvarázs 2. (Olaf) és Angry Birds 2. – A film (Chuck) - Chris Pratt – A Lego-kaland 2. (Emmet Brickowski, Rex Nemremex) - Kevin Hart – A kis kedvencek titkos élete 2. (Hógolyó) - Tom Hanks – Toy Story 3. (Woody) |
| Kedvenc férfi szinkronszínész | |
| - Beyoncé Knowles – Az oroszlánkirály (Nala) - Idina Menzel – Jégvarázs 2. (Elsa) - Kristen Bell – Jégvarázs 2. (Anna) - Tiffany Haddish – A kis kedvencek titkos élete 2. (Daisy) és A Lego-kaland 2. (Amita Karok királynő) | |

### Televízió
| Kedvenc gyerekműsor | Kedvenc családi műsor |
| --- | --- |
| - Veszélyes Henry - A balszerencse áradása - Sok hűhó - Kikiwaka tábor - Power Rangers Beast Morphers - Raven otthona | - Stranger Things - Még mindig Bír-lak - Modern család - Agymenők - The Flash - A villám - Az ifjú Sheldon |
| Kedvenc televíziós színésznő | Kedvenc televíziós színész |
| - Millie Bobby Brown – Stranger Things (Eleven) - Candace Cameron Bure – Még mindig Bír-lak (D.J. Tanner-Fuller) - Ella Anderson – Veszélyes Henry (Penny) - Piper Hart – Kikiwaka tábor (Emma Ross) - Raven-Symoné – Raven otthona (Raven Baxter) - Riele Downs – Veszélyes Henry (Charlotte Page) | - Jace Norman – Veszélyes Henry (Henry Hart / Veszélyes tini) - Abraham Rodriguez – Power Rangers Beast Morphers (Nate Silva/Gold Ranger) - Caleb McLaughlin – Stranger Things (Lucas Sinclair) - Jim Parsons – Agymenők (Sheldon Cooper) - Joshua Bassett – High School Musical: A musical: A sorozat (Ricky Bowen) - Karan Brar – Kikiwaka tábor (Ravi Ross) |
| Kedvenc valóságshow | Kedvenc műsorvezető |
| - America’s Got Talent - American Ninja Warrior - Amerika legviccesebb házi videói - MasterChef Junior - The Masked Singer - The Voice | - Ellen DeGeneres – Ellen's Game of Games - John Cena – Are You Smarter than a 5th Grader? - Nick Cannon – The Masked Singer - Ryan Seacrest – American Idol - American Idol – America’s Got Talent - Tiffany Haddish – Kids Say the Darndest Things |
| Kedvenc rajzfilmsorozat | |
| - SpongyaBob Kockanadrág - ALVINNN!!! és a mókusok - Tini titánok, harcra fel! - Gumball csodálatos világa - A Lármás család - A Simpson család | |

### Zene
| Kedvenc együttes                                                                               | Kedvenc férfi zenész |
| ---------------------------------------------------------------------------------------------- | --- |
| - BTS - Fall Out Boy - Jonas Brothers - Maroon 5 - Panic! at the Disco - The Chainsmokers      | - Shawn Mendes - Ed Sheeran - Justin Bieber - Lil Nas X - Marshmello - Post Malone |
| Kedvenc női zenész                                                                             | Kedvenc zeneszám |
| - Ariana Grande - Beyoncé Knowles - Billie Eilish - Katy Perry - Selena Gomez - Taylor Swift   | - "Bad Guy" – Billie Eilish - "7 Rings" – Ariana Grande - "Memories" – Maroon 5 - "Old Town Road" – Lil Nas X - "Sucker" – Jonas Brothers - "You Need to Calm Down" – Taylor Swift |
| Kedvenc sikeres zenész                                                                         | Kedvenc együttműködés |
| - Lil Nas X - City Girls - DaBaby - Lewis Capaldi - Lizzo - Megan Thee Stallion                | - "Señorita" – Shawn Mendes, Camila Cabello - "10,000 Hours" – Justin Bieber, Dan + Shay - "I Don't Care" – Ed Sheeran, Justin Bieber - "Me!" – Taylor Swift featuring Brendon Urie - "Old Town Road" (Remix) – Lil Nas X featuring Billy Ray Cyrus - "Sunflower" – Post Malone, Swae Lee |
| Kedvenc közösségi zenész                                                                       | Kedvenc világsztár |
| - JoJo Siwa - Asher Angel - Blanco Brown - Johnny Orlando - Mackenzie Ziegler - Max and Harvey | - Taylor Swift (Észak-Amerika) - BTS (Ázsia) - Dua Lipa (Egyesült Királyság) - J Balvin (Latin-Amerika) - Rosalía (Európa) - Sho Madjozi (Afrika) - Tones and I (Ausztrália) |

### Sport
| Kedvenc női sportoló                                                                        | Kedvenc férfi sportoló                                                                         |
| ------------------------------------------------------------------------------------------- | ---------------------------------------------------------------------------------------------- |
| - Alex Morgan - Lindsey Vonn - Megan Rapinoe - Naomi Osaka - Serena Williams - Simone Biles | - LeBron James - Cristiano Ronaldo - Patrick Mahomes - Shaun White - Stephen Curry - Tom Brady |

### Egyéb
| Kedvenc videojáték                                                                            | Kedvenc videós                                                                         |
| --------------------------------------------------------------------------------------------- | -------------------------------------------------------------------------------------- |
| - Minecraft - Fortnite - Mario Kart Tour - Super Smash Bros. Ultimate                         | - SSSniperwolf - DanTDM - GamerGirl - Ninja - PrestonPlayz                             |
| Kedvenc női közösségi sztár                                                                   | Kedvenc férfi közösségi sztár                                                          |
| - Annie LeBlanc - Emma Chamberlain - Lilly Singh - Liza Koshy - Miranda Sings - Merrell Twins | - David Dobrik - Coyote Peterson - Dolan Twins - Dude Perfect - MrBeast - Ryan's World |

## Műsorvezetők
A virtuális gálán az alábbi hírességek jelentek meg videocseten:
- Dwayne Johnson
- Ariana Grande
- Kristen Bell
- Josh Gad
- Camila Cabello
- Millie Bobby Brown
- Ellen DeGeneres
- BTS
- Shawn Mendes
- Lil Nas X
- Dove Cameron
- Tom Holland
- Simon Cowell
- David Dobrik
- Tom Kenny
- Bill Fagerbakke
- SSSniperwolf
- JoJo Siwa
- Finn Wolfhard
- LeBron James
- Madison Reed (akit a nővére, Victoria Justice öntött le slime-mal)
- A Bosszúállók: Végjáték stábja
- A Veszélyes Henry stábja

## Fordítás
- Ez a szócikk részben vagy egészben  a(z)   2018 Kids' Choice Awards című angol Wikipédia-szócikk fordításán alapul.  Az eredeti cikk szerkesztőit annak laptörténete sorolja fel. Ez a jelzés csupán a megfogalmazás eredetét és a szerzői jogokat jelzi, nem szolgál a cikkben szereplő információk forrásmegjelöléseként.